# Medialisering
Medialisering defineres af professor Stig Hjarvard som "den proces, hvor samfundet i stigende grad underlægges eller bliver afhængigt af medierne og deres logik. Denne proces er kendetegnet ved en dobbelthed af, at medierne integreres i andre samfundsinstitutioners virke, samtidig med at medierne selvstændiggør sig som en institution i samfundet. Som konsekvens må den sociale interaktion både inden for enkelte institutioner, mellem institutioner og i samfundet som helhed foregå gennem medierne."